# 100 Водолея
100 Водолея (лат. 100 Aquarii), HD 221357 — одиночная звезда в созвездии Водолея на расстоянии приблизительно 242 световых лет (около 74 парсеков) от Солнца. Видимая звёздная величина звезды — +6,239m.

## Характеристики
100 Водолея — жёлто-белая звезда спектрального класса F0V. Масса — около 1,83 солнечной, радиус — около 2,51 солнечных, светимость — около 15,84 солнечных. Эффективная температура — около 7063 К.